# Cyrtodactylus capreoloides
Cyrtodactylus capreoloides là một loài thằn lằn trong họ Gekkonidae. Loài này được Rösler, Richards & Günther mô tả khoa học đầu tiên năm 2007.